# Lemken (Unternehmen)

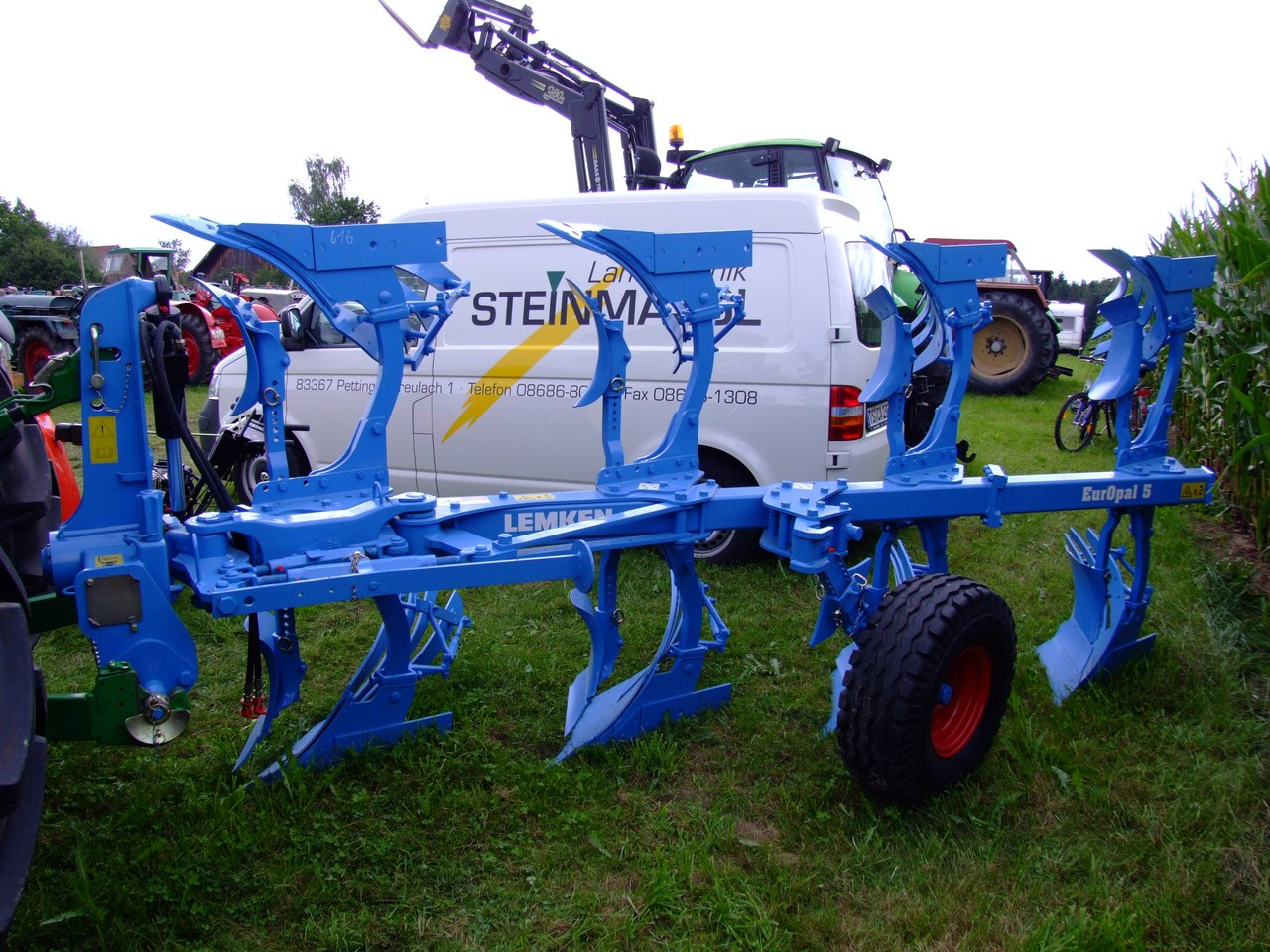
Ein Vierscharpflug von Lemken (EurOpal 5)

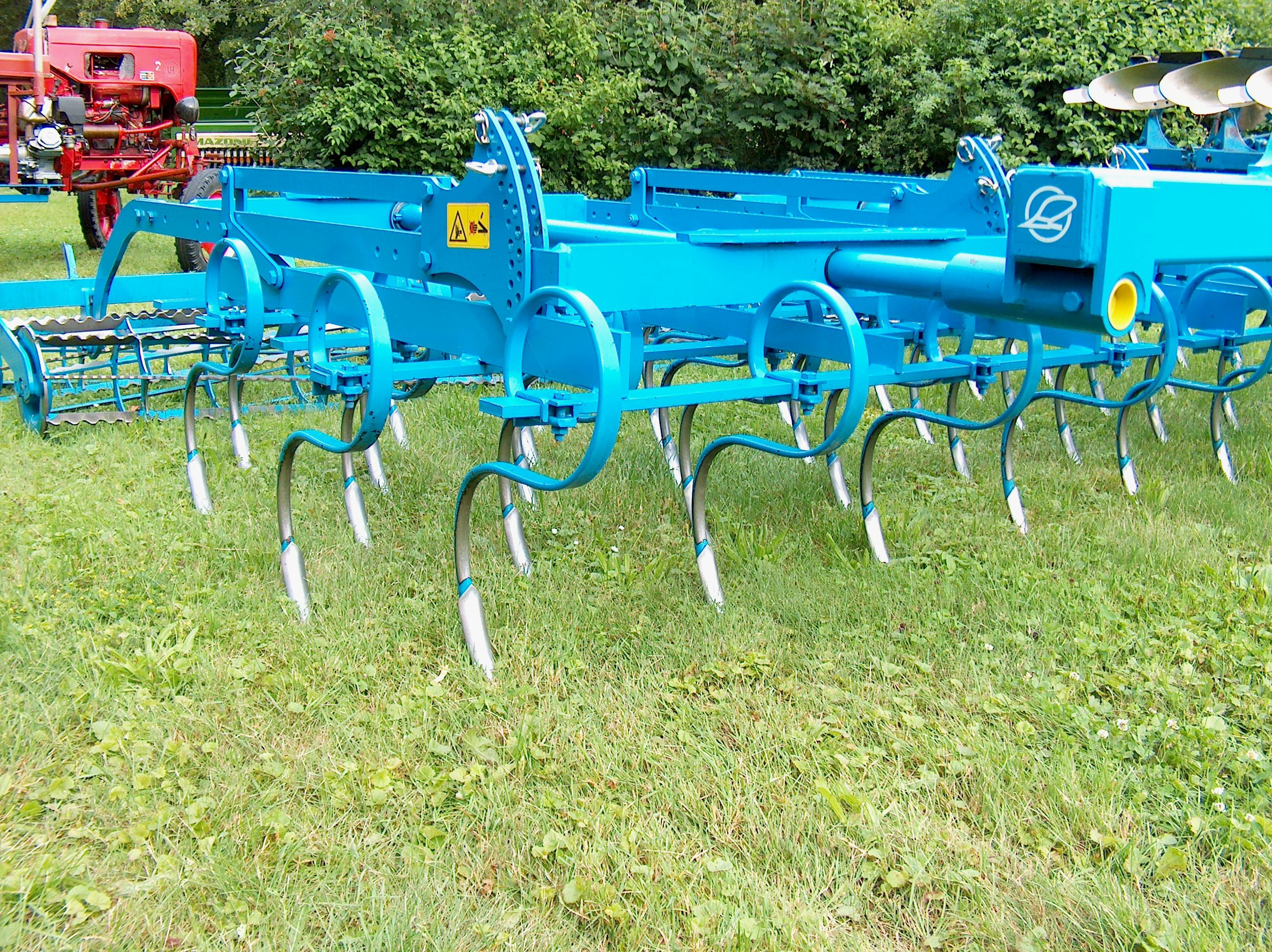
Federzinkenegge Korund 450

Lemken (Eigenschreibweise LEMKEN) ist ein Unternehmen, das auf die Produktentwicklung, Produktion und den Vertrieb von Landtechnik spezialisiert ist. Es wurde 1780 von Wilhelmus Lemken als Schmiede gegründet und hat sich zu einem führenden Unternehmen im Bereich Bodenbearbeitung, Saat und Pflanzenschutz entwickelt. Der Hauptstandort des Unternehmens ist das niederrheinische Alpen, rund 50 km nördlich von Düsseldorf.

## Umsatzzahlen und Geschichte
Die Exportquote lag 2023 bei 80,5 %; Lemken ist weltweit mit 33 Standorten vertreten.
Das Unternehmen befindet sich seit sieben Generationen in Familienbesitz und erwirtschaftete im Jahr 2023 einen Umsatz von 564,71 Mio. Euro. Im Jahr 1996 wurde die Firma Hassia übernommen. Im Jahr 2005 wurden die Unternehmen RTS (Meppen) und Jacoby (Hetzerath) übernommen. Mit diesen beiden Unternehmen erschloss sich Lemken auch den Marktbereich der Pflanzenschutzgeräte.

## Standorte
Lemken betreibt derzeit in Deutschland zwei Werke, in Alpen, wo sich der Bodenbearbeitung gewidmet wird, und in Haren, wo die Drilltechnik beheimatet ist. 2015 gab Lemken bekannt, den Standort Föhren, der erst im Jahre 2011 durch Verlagerung von Hetzerath neu eröffnet wurde, schließen zu wollen. Die Produktion wurde in ein neues Werk in Haren verlegt.
Im Ausland ist Lemken seit 2012 mit einem Werk im indischen Nagpur und seit 2018 im niederländischen Stad aan't Haringvliet, dieser wird in Kooperation mit der Firma „Steketee“ betrieben sowie mit Montagestandorten im chinesischen Qingdao (ebenfalls seit 2012) im russischen Detschino (Kaluga) und in den beiden kanadischen Städten Regina und Saint-Hyacinthe vertreten. Der Standort in Detschino wird gemeinsam mit Grimme betrieben.
Darüber hinaus gibt es Ersatzteillager in Regina und Saint-Hyacinthe, in Des Moines und in Pretoria.
2023 kaufte man den südafrikanischen Sämaschinenhersteller „Equalizer“, der den Fokus auf die Aussaat mit minimaler Bodenbearbeitung bzw. Direktsaat spezialisiert, vor allem in großen Arbeitsbreiten.

## Produkte
- Video: Herstellung eines Pfluges, 1998Pflüge und Untergrundpacker für die Grundbodenbearbeitung
- Grubber für die Stoppelbearbeitung und Bodenlockerung
- Saatbettkombinationen und Kreiseleggen für die Saatbettbereitung
- Drillmaschinen für die Aussaat
- Feldspritzen für den Pflanzenschutz (bis 2020)[8]